# De Jonge Held (molen)
De Jonge Held is de poldermolen van het gelijknamige voormalige waterschap De Jonge Held aan de Friesestraatweg 436 ten noordwesten van de Nederlandse stad Groningen. De molen vormt onderdeel van het gehucht Slaperstil dat onder Leegkerk valt binnen de gemeente Groningen. De molen vormt, in combinatie met de naastgelegen molenaarswoning, een karakteristiek beeld als men van de kant van Aduard richting de stad Groningen rijdt. De molen was jarenlang eigendom van de Molenstichting Westerkwartier, de huidige eigenaar is Stichting De Groninger Poldermolens. 
De Jonge Held is een achtkante bovenkruier op veldmuren met een rieten dak. De molen is voorzien van een vijzel. De molen staat aan de Oude Maar die uitmondt in het Aduarderdiep.

## Geschiedenis
De molen werd in 1829 gebouwd door de Bedumer molenbouwer Tj.H. Bos. Oorspronkelijk was het de bedoeling om de molen tegelijkertijd met de molen De Oude Held (zie ook het waterschap De Oude Held) te bouwen om de gebieden van het Westerstadshamrik, Hoogkerk, Leegkerk en Dorkwerd beter te ontwateren, maar nadat deze in 1797 was gebouwd, werd om een of andere reden geen tweede molen gebouwd. De bemaling door deze molen was echter onvoldoende, zodat de landerijen van Leegkerk en Dorkwerd regelmatig onder water kwamen te staan. Nadat de ingelanden hierover hadden geklaagd werd in 1828 alsnog het besluit genomen om een tweede molen te bouwen voor het bemalen van de polders van Leegkerk en Dorkwerd; De Jonge Held. Dit bracht echter nog niet voldoende soelaas, waarop in 1831 nog een tochtsloot moest worden verlegd om het gebied droog te kunnen houden. In 1869 werd het waterschap De Jonge Held ingesteld rond de molen. In 1899 werden herstelwerkzaamheden verricht aan de molen en het molenhuis. In 1914 werd het huidige molenhuis gebouwd nadat het oude onbewoonbaar was verklaard naar de maatstaven van de Woningwet. De molen is in de loop der tijd nog een aantal keer aangepast of gerestaureerd: In 1928 werd de molenkap vernieuwd, in 1937 kreeg de molen zelfzwichting, in 1941 kreeg de molen een nieuwe vijzel, in 1943 werd de molen gedeeltelijk gestroomlijnd, in 1947 werd de molen hersteld met een nieuwe stalen roede, in 1955 werd de molen opnieuw hersteld met een tweede stalen roede en in 1963 werd de vijzel hersteld. Begin jaren 1970 werd een nieuwe binnenroede gestoken en na een novemberstorm in 1972, waarbij een van de roeden was afgewaaid, werd de molen gerestaureerd. In 1978 werd de vijzel hersteld. De molen heeft nog tot eind jaren tachtig van de twintigste eeuw volledig op windkracht de polder De Jonge Held bemalen. Na klachten van (jonge) boeren over het feit dat er in de zomer bij weinig wind niet bemalen kon worden, waardoor het grondwater in die periode wat hoger stond, werd besloten tot de bouw van een elektrisch gemaal. Dit gemaal werd in 1989 naast de molen gebouwd om ervan verzekerd te zijn dat er altijd gemalen kan worden. In 1997 vond opnieuw een grote restauratie plaats met als meest zichtbare verandering de herplaatsing van een rieten kap in plaats van de dakleren kap die de molen in 1928 had gekregen. Ook werden toen de keerkuip, de ring rond de neuten en het boventafelment vernieuwd en werden de staart en het gevlucht hersteld. In 2004 werd een nieuwe houten vijzel geplaatst en sindsdien draait de molen weer regelmatig op basis van zelfzwichting in combinatie met het Systeem van Bussel dankzij vrijwillige molenaars.

## Trivia
Nabij Delfzijl, staat een moderne windturbine welke vernoemd is naar deze molen.